# Liane Hielscher
Juliane Hielscher, detta Liane (Schweidnitz, 9 novembre 1935 – Bad Aibling, 26 gennaio 2000), è stata un'attrice tedesca, che fu attiva principalmente in campo televisivo e teatrale.
Nel corso della sua carriera, partecipò, tra cinema e - soprattutto - televisione, ad un'ottantina di differenti produzioni, tra la metà degli anni sessanta e la metà degli anni novanta.
Tra i suoi ruoli principali, figura quello di Hanna Zerfass nella serie televisiva Moselbrück (1987-1993); era inoltre, tra l'altro, un volto noto al pubblico per essere apparsa come guest-star in vari episodi della serie televisiva L'ispettore Derrick (tra il 1975 e il 1994).

## Biografia

### Morte
Liane Hielscher è morta il 26 gennaio 2000 (il 27, secondo un'altra fonte) nella St. Georg-Klinik di Bad Aibling, dove era ricoverata per un tumore.

## Filmografia parziale

### Cinema
- Una notte di mezza estate (Mittsommernacht), regia di Paul May (1967)
- Det største spillet, regia di Knut Bohwim (1967)
- Bis zum Happy-End, regia di Theodor Kotulla (1968)
- The Cat Has Nine Lives (Neun Leben hat die Katze), regia di Ula Stöckl (1968)
- Cardillac, regia di Edgar Reitz (1969)
- Omicidio al 17º piano (Engel, die ihre Flügel verbrennen), di Zbynek Brynych (1970)
- Come fan bene quei giochini le erotiche ragazze dei villini (Liebesspiele junger Mädchen), regia di Franz Josef Gottlieb (1972)
- Die Supernasen, regia di Dieter Pröttel (1983)
- Die Frau ohne Körper und der Projektionist, regia di Niklaus Schilling (1984)
- Ein irres Feeling, regia di Nikolai Müllerschön (1984)
- A.D.A.M., regia di Herbert Ballmann (1988)
- Shuttlecock, regia di Jerry Barrish (1989)
- Der Atem, regia di Niklaus Schilling (1989)
- Hausmänner, regia di Peter Timm (1991)

### Televisione
- Gestatten - Mein Name ist Cox - serie TV, 1 episodio (1965)
- Heiraten - film TV (1966) - ruolo: Edith
- S.O.S. - Morro Castle - film TV (1966) - Ria Bergson
- Geibelstraße 27 - film TV (1966) - Elke Abendschmied
- Dreizehn Briefe - serie TV (1967)
- Wenn der junge Wein blüht - film TV (1967)
- Hafenkrankenhaus - serie TV, 1 episodio (1967)
- Gertrud Stranitzki - serie TV, 1 episodio (1968)
- Das Kriminalmuseum - serie TV, 1 episodio (1968)
- Cliff Dexter - serie TV, 1 episodio (1968)
- Ida Rogalski - serie TV, 4 episodi (1969-1970) - Margot
- Ein Humanist - film TV (1970)
- Die Kriminalerzählung - serie TV (1970)
- Das Geld liegt auf der Bank - film TV (1971)
- Friß, Pappi, friß! - film TV (1972) - Sig.ra Craddock
- Amouren - film TV 1972) - Monica Reed
- Sonderzernat K1 - serie TV, 2 episodi (1972-1973)
- Okay S.I.R. - serie TV, 1 episodio (1973)
- Frühbesprechung - serie TV, 1 episodio (1973)
- Kinderheim Sasener Chaussee - serie TV, 1 episodio (1973)
- Stationen - miniserie TV (1973)
- Hamburg Transit - serie TV, 1 episodio (1974)
- Keine Spürhunde für den Fiskus - film TV (1975) - Lore Weber
- Der Kommissar - serie TV, 1 episodio (1975)
- L'ispettore Derrick - serie TV, ep. 02x09, regia di Alfred Weidenmann - Hilde Brand
- PS - Geschichten ums Auto - serie TV, 14 episodi (1975-1979) - Cornelia Mettler
- Ein Fall für Stein - serie TV, 1 episodio (1976)
- Notarztwagen 7 - serie TV, 1 episodio (1976)
- L'ispettore Derrick - serie TV, ep.] 04x01, regia di Zbyněk Brynych (1977) - Helga Schirrmeyer
- Adoptionen - film TV (1978)
- MS Franziska - serie TV, 5 episodi (1978) - Ruth Wilde
- Gesucht wird... - serie TV, 1 episodio (1978)
- Der Millionenbauer - serie TV, 1 episodio (1979)
- Jauche und Levkojen - serie TV (1979)
- Tatort - serie TV, 1 episodio (1979)
- Die Weber - film TV (1980) - Luise
- Der Jähzornige - film TV (1980)
- Polizeiinspektion 1 - serie TV, 1 episodio (1981)
- Un caso per due - serie TV, 1 episodio (1981)
- Es muß nicht immer Mord sein - serie TV, 1 episodio (1981)
- Tiefe Wasser - miniserie TV (1982)
- Soko 5113 - serie TV, 1 episodio (1983)
- Rummelplatzgeschichten - serie TV, 1 episodio (1984)
- Der Fahnder - serie TV, 1 episodio (1986)
- Weiberwirtschaft - serie TV (1987)
- L'ispettore Derrick - serie TV, ep. 14x09 , regia di Franz-Peter Wirth (1987)- Franziska Miele
- L'ispettore Derrick - serie TV, ep. 14x11, regia di Franz-Peter Wirth (1987) - Elena Goos
- Moselbrück - serie TV, 30 episodi (1987-1993) - Hanna Zerfass
- Familienschande - film TV (1988) - Peggy Morrisson
- Praxis Bülowbogen - serie TV,1 episodio (1988)
- Justitias kleine Fische - serie TV (1988)
- Al di qua del paradiso (Mit Leib und Seele) - serie TV, 1 episodio (1988)
- L'ispettore Derrick - serie TV, ep. 15x12 , regia di Günter Gräwert (1988)
- Il commissario Kress - serie TV, 1 episodio (1990)
- Soko 5113 - serie TV, 1 episodio (1990)
- L'ispettore Derrick - serie TV, ep. 17x05 , regia di Theodor Grädler (1990)
- L'ispettore Derrick - serie TV, ep. 18x08 , regia di Theodor Grädler (1991)
- Widerspenstige Viktoria - film TV (1992)
- L'ispettore Derrick - serie TV, ep. 19x06 , regia di Theodor Grädler (1992)
- Sylter Geschichten - serie TV (1993)
- L'ispettore Derrick - serie TV, ep. 20x08 , regia di Zbyněk Brynych (1993)
- Drei zum Verlieben - serie TV (1994)
- Ärzte - serie TV, 1 episodio (1994)
- L'ispettore Derrick - serie TV, ep. 21x07 , regia di Theodor Grädler (1994)
- Coswig und Sohn - film TV (1995)
- Das wilde Mädchen - film TV (1995)
- Immer Ärger mit Arno - serie TV (1996)
- Solange es die Liebe gibt - serie TV, 1 episodio (1996)
- Dr. Stefan Frank - Der Arzt, dem die Frauen vertrauen - serie TV, 1 episodio (1978)